# Innovazione distruttiva
Nella teoria imprenditoriale, un'innovazione distruttiva è un'innovazione che crea un nuovo mercato e una rete di valori e alla fine interrompe un mercato esistente e una rete di valori, sostituendo aziende, prodotti e alleanze leader del mercato. Il termine è stato definito e analizzato per la prima volta dallo studioso americano Clayton M. Christensen e dai suoi collaboratori a partire dal 1995 ed è stato definito l'idea imprenditoriale più influente dell'inizio del XXI secolo.

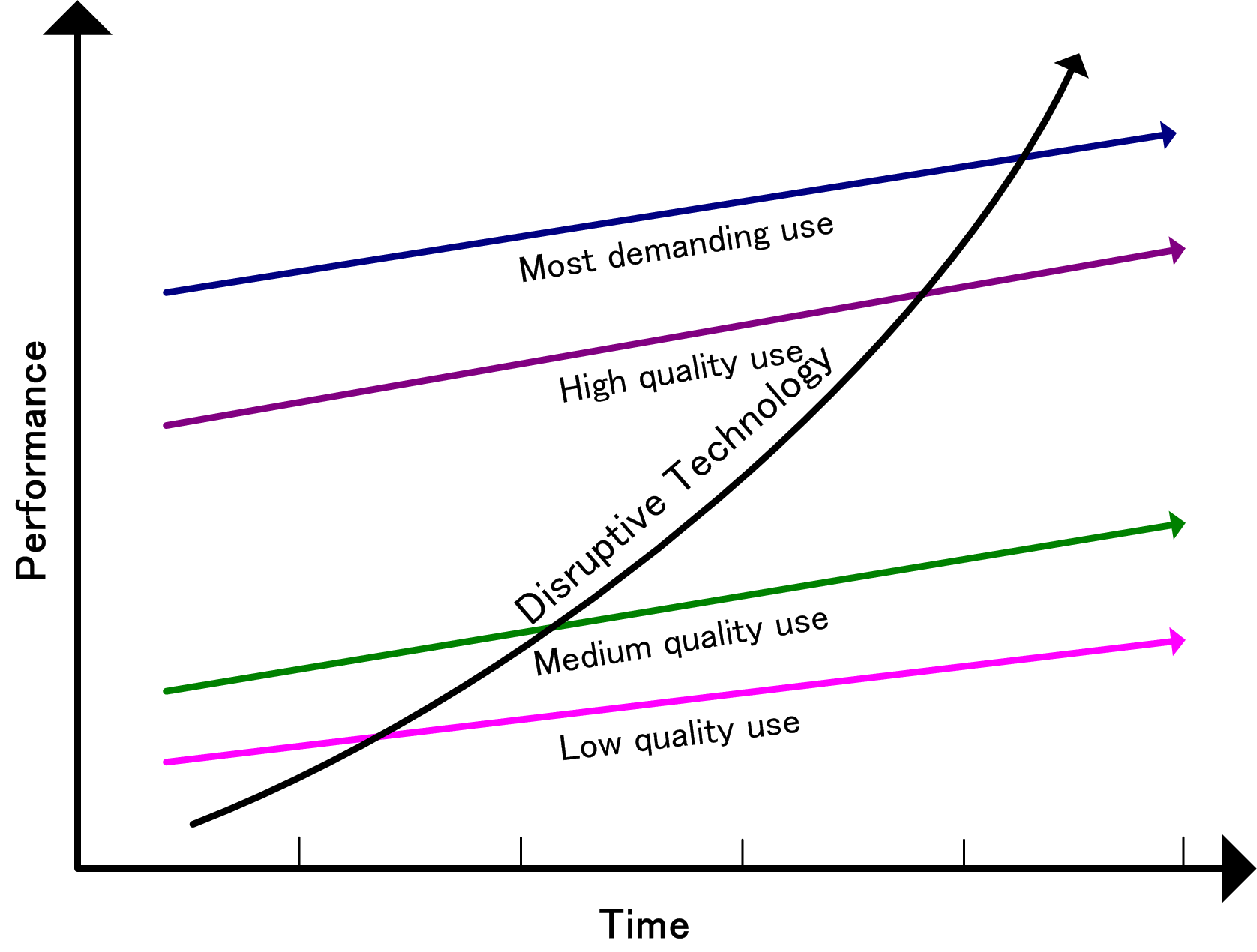
Come si verifica un'interruzione di fascia bassa nel tempo.

Non tutte le innovazioni sono distruttive o dirompenti, anche se rivoluzionarie. Ad esempio, le prime automobili alla fine del XIX secolo non furono un'innovazione dirompente, poiché le prime automobili erano oggetti di lusso costosi che non sconvolsero il mercato dei veicoli trainati da cavalli. Il mercato dei trasporti rimase sostanzialmente intatto fino al debutto della Ford Model T a basso prezzo nel 1908. [5] L'automobile prodotta in serie fu un'innovazione dirompente, perché cambiò il mercato dei trasporti, mentre i primi trent'anni di produzione automobilistica non lo fecero.
Le innovazioni distruttive tendono a essere prodotte da estranei e imprenditori nelle startup, piuttosto che dalle aziende leader del mercato già esistenti. Il contesto economico dei leader di mercato non consente loro di perseguire innovazioni dirompenti quando si presentano per la prima volta, perché all'inizio non sono abbastanza redditizie e perché il loro sviluppo può portare a scarse risorse a sostegno delle innovazioni (che sono necessarie per competere contro la concorrenza attuale). Un processo dirompente può impiegare più tempo a svilupparsi rispetto all'approccio convenzionale e il rischio ad esso associato è maggiore rispetto alle altre forme più innovative o evolutive di innovazioni, ma una volta implementato sul mercato, raggiungono una penetrazione molto più rapida e un grado più elevato di impatto sui mercati consolidati.
Oltre alle imprese e all'economia, le innovazioni dirompenti possono anche essere considerate distruttive per i sistemi complessi, compresi gli aspetti economici e commerciali.

## Storia e utilizzo del termine
Il termine tecnologie distruttive fu coniato da Clayton M. Christensen e introdotto nel suo articolo del 1995 Disruptive Technologies: Catching the Wave, scritto con Joseph Bower. L'articolo è rivolto ai dirigenti che prendono le decisioni di finanziamento o di acquisto nelle aziende, piuttosto che alla comunità di ricerca. L'autore descrive ulteriormente il termine nel suo libro The Innovator's Dilemma. Il libro esplora i casi del settore dei disk drive e delle attrezzature di scavo nell'industria (in cui l'attivazione idraulica ha spostato lentamente il movimento azionato dal cavo). Nel suo sequel, The Innovator's Solution, Christensen ha sostituito il termine tecnologia distruttiva con innovazione distruttiva perché ha riconosciuto che poche tecnologie sono intrinsecamente dirompenti; piuttosto, è il modello di business che la tecnologia consente di creare che genera l'impatto dirompente. Tuttavia, l'evoluzione di Christensen da un focus tecnologico a un focus sulla modellizzazione del business è fondamentale per comprendere l'evoluzione del business a livello di mercato o di settore. Christensen e Mark W. Johnson, che hanno co-fondato la società di consulenza gestionale Innosight, hanno descritto le dinamiche dell '"innovazione del modello di business" nell'articolo di Harvard Business Review del 2008 "Reinventing Your Business Model". Il concetto di tecnologia dirompente continua una lunga tradizione di identificazione di cambiamenti tecnici radicali nello studio dell'innovazione da parte degli economisti e nello sviluppo di strumenti per la sua gestione a livello aziendale o politico.
Il termine "innovazione dirompente" è fuorviante quando viene utilizzato per fare riferimento a un prodotto o servizio in un determinato punto, piuttosto che all'evoluzione di tale prodotto o servizio nel tempo.
Alla fine degli anni '90, il settore automobilistico ha iniziato ad abbracciare una prospettiva di "tecnologia costruttiva distruttiva" collaborando con il consulente David E. O'Ryan, in base al quale l'uso dell'attuale tecnologia standardizzata è stato integrato con l'innovazione più recente per creare ciò che ha definito "un vantaggio ingiusto". Il cambiamento del processo o della tecnologia nel suo insieme doveva essere "costruttivo" nel migliorare l'attuale metodo di produzione, ma avere un impatto distruttivo sull'intero modello aziendale, con una conseguente riduzione significativa di rifiuti, energia, materiali, manodopera o costi futuri per l'utente.
In accordo con l'intuizione che ciò che conta economicamente è il modello di business, non la raffinatezza tecnologica stessa, la teoria di Christensen spiega perché molte innovazioni dirompenti non sono "tecnologie avanzate", che un'ipotesi predefinita porterebbe ad aspettarsi. Piuttosto, sono spesso nuove combinazioni di componenti già esistenti, applicati in modo intelligente a una piccola rete di valori nascente.
Il sito di notizie online TechRepublic propone di smettere di usare il terminem, suggerendo che si tratti di un gergo abusato a partire dal 2014.
La traduzione corretta secondo la nuova norma UNI/ISO 56000 è innovazione spiazzante/disorientante, cioè un'innovazione che risponde inizialmente ad esigenze meno impegnative, spiazzando le offerte correnti.

### Cos'è (non) innovazione distruttiva
- Distruzione è un processo, non un prodotto o servizio, che si verifica dalla frangia alla corrente principale;
- Nasce in una fascia bassa (clienti meno esigenti) o in nuovi mercati (dove non ne esistono);
- Le nuove aziende non riescono a tenere il passo con i clienti tradizionali fino a quando la qualità non raggiunge i loro standard;
- Il successo non è un requisito e alcune aziende possono essere distruttive ma fallire;
- Il modello di business della nuova impresa differisce in modo significativo dalle aziende storico[11]

Christensen continua a sviluppare e perfezionare la teoria e ha accettato che non tutti gli esempi di innovazione distruttiva si adattano perfettamente alla sua teoria. Ad esempio, ha ammesso che originare nella fascia bassa del mercato non è una causa di innovazione distruttiva, ma piuttosto promuove modelli di business competitivi, usando Uber come esempio. In un'intervista con la rivista Forbes ha dichiarato:

## Teoria
L'attuale comprensione teorica dell'innovazione distruttiva è diversa da quella che ci si potrebbe aspettare di default, un'idea che Clayton M. Christensen chiamava "l'ipotesi della frana tecnologica". Questa è l'idea semplicistica che un'impresa affermata fallisce perché non "tiene il passo tecnologicamente" con altre aziende. In questa ipotesi, le ditte sono come gli scalatori che si arrampicano verso l'alto su basi fatiscenti, dove ci vuole uno sforzo costante di arrampicata verso l'alto solo per rimanere fermi, e qualsiasi interruzione dallo sforzo (come il compiacimento nato dalla redditività) provoca una rapida discesa. Christensen e colleghi hanno dimostrato che questa ipotesi semplicistica è sbagliata; non modella la realtà. Ciò che hanno dimostrato è che le buone aziende di solito sono consapevoli delle innovazioni, ma il loro ambiente aziendale non consente loro di perseguirle quando si presentano per la prima volta, perché all'inizio non sono abbastanza redditizie e perché il loro sviluppo può portare via scarse risorse a innovazioni sostenibili (che sono necessarie per competere contro la concorrenza attuale). Nei termini espressi da Christensen, le reti di valore esistenti di un'impresa attribuiscono un valore insufficiente all'innovazione distruttiva per consentirne il perseguimento da parte dell'impresa. Nel frattempo, le start-up abitano in diverse reti di valore, almeno fino al giorno in cui la loro innovazione dirompente è in grado di invadere la vecchia rete di valore. A quel tempo, l'impresa affermata in quella rete può al massimo respingere l'attacco di quote di mercato con un ingresso nel mercato, per il quale la sopravvivenza (non fiorente) è l'unica ricompensa.

Nell'ipotesi della frana tecnologica, Christensen ha differenziato l'innovazione dirompente dall'innovazione sostenuta. Ha spiegato che l'obiettivo di quest'ultima è migliorare le prestazioni dei prodotti esistenti. D'altra parte, definisce un'innovazione dirompente come un prodotto o un servizio progettato per una nuova serie di clienti. 
. Christensen ha anche osservato che i prodotti considerati innovazioni dirompenti tendono a saltare le fasi del processo di progettazione e sviluppo dei prodotti tradizionali per ottenere rapidamente trazione sul mercato e vantaggio competitivo. Ha sostenuto che le innovazioni dirompenti possono danneggiare le aziende di successo e ben gestite che rispondono ai loro clienti e hanno eccellenti attività di ricerca e sviluppo. Queste società tendono a ignorare i mercati più sensibili alle innovazioni dirompenti, perché hanno margini di profitto molto stretti e sono troppo piccoli per fornire un buon tasso di crescita a un'azienda consolidata. [20] Pertanto, la tecnologia dirompente fornisce un esempio di un'istanza in cui la teoria comune del mondo degli affari di "concentrarsi sul cliente" (o "stare vicini al cliente" o "ascoltare il cliente") può essere strategicamente controproducente. 
Mentre Christensen ha sostenuto che le innovazioni dirompenti possono danneggiare le aziende di successo e ben gestite, O'Ryan ha ribattuto che l'integrazione "costruttiva" delle innovazioni esistenti, nuove e lungimiranti potrebbe migliorare i benefici economici di queste stesse società ben gestite, una volta che il management che si occupa di prendere le decisioni comprenda i benefici sistemici nel loro insieme.

### Tipi di innovazione[15]
L'innovazione può essere:
- A sostegno: un'innovazione che non influisce in modo significativo sui mercati esistenti.
- Evolutiva: un'innovazione che migliora un prodotto in un mercato esistente secondo le aspettative dei clienti (ad es. Iniezione per motori a benzina, che ha sostituito i carburatori.)
- Rivoluzionaria (discontinuo, radicale) Un'innovazione che è inaspettata, ma che tuttavia non influisce sui mercati esistenti (ad esempio, le prime automobili alla fine del XIX secolo, oggetti di lusso costosi e come tali venduti in piccoli numeri)
- Distruttiva: Un'innovazione che crea un nuovo mercato fornendo un diverso insieme di valori, che alla fine (e inaspettatamente) sorpassa un mercato esistente (ad esempio, la Ford Model T a basso costo e conveniente, che ha sostituito le carrozze trainate da cavalli)

## Potenziali opportunità
Grandi opportunità secondo ricercatori e consulenti 
| Idea                                       | Valore              | Scopo                    |
| ------------------------------------------ | ------------------- | ------------------------ |
| Digital transformation                     | $ 100 trilioni      | Globale                  |
| Industria mineraria spaziale               | $ 100 trilioni      | Globale                  |
| Confini aperti                             | $ 78 trilioni       | Globale                  |
| Tecnologia distruttiva                     | $ 14- $ 33 trilioni | Globale                  |
| E-commerce                                 | $ 22 trilioni       | Paesi in via di sviluppo |
| Gestione patrimoniale                      | $ 22 trilioni       | Globale                  |
| Città intelligente                         | $ 20 trilioni       | Globale                  |
| Intelligenza artificiale                   | $ 15,7 trilioni     | Globale                  |
| Mitigazione del cambiamento climatico      | $ 7 trilioni        | Globale                  |
| Promuovere l'uguaglianza delle donne       | $ 12 trilioni       | Globale                  |
| Libero scambio                             | $ 11 trilioni       | Globale                  |
| Economia circolare                         | $ 4,5 trilioni      | Globale                  |
| Chiudere il divario retributivo tra generi | $ 2 trilioni        | OCSE                     |
| Vite lavorative più lunghe                 | $ 2 trilioni        | OCSE                     |
| Responsabilizzare i giovani                | $ 1,2 trilioni      | OCSE                     |
| Car Sharing                                | $ 1 trilione        | Globale                  |

## Potenziali minacce
| Minaccia                     | A rischio      | Scopo       |
| ---------------------------- | -------------- | ----------- |
| Infezioni farmaco-resistenti | $ 100 trilioni | Globale     |
| Congestione stradale         | $ 2,8 trilioni | Stati Uniti |

### Approfondimenti
- Erwin Danneels, Disruptive Technology Reconsidered: A Critique and Research Agenda (PDF), in Journal of Product Innovation Management, vol. 21, n. 4, 2004,  pp. 246-258, DOI:10.1111/j.0737-6782.2004.00076.x (archiviato dall'url originale il 12 gennaio 2006).
- Erwin Danneels, From the Guest Editor: Dialogue on The Effects of Disruptive Technology on Firms and Industries, in Journal of Product Innovation Management, vol. 23, n. 1, 2006,  pp. 2-4, DOI:10.1111/j.1540-5885.2005.00174.x.
- Raja Roy, Exploring the Boundary Conditions of Disruption: Large Firms and New Product Introduction With a Potentially Disruptive Technology in the Industrial Robotics Industry, in IEEE Transactions on Engineering Management, vol. 61, n. 1, 2014,  pp. 90-100, DOI:10.1109/tem.2013.2259590.
- Raja Roy e S.K. Cohen, Disruption in the US machine tool industry: The role of inhouse users and pre-disruption component experience in firm response, in Research Policy, vol. 44, n. 8, 2015,  pp. 1555-1565, DOI:10.1016/j.respol.2015.01.004.
- Weeks, Michael (2015). "La teoria delle perturbazioni indossa abiti nuovi o è nuda? Analisi delle recenti critiche alla teoria dell'innovazione dirompente "Innovazione: gestione, politica e pratica 17: 4, 417-428. http://www.tandfonline.com/doi/pdf/10.1080/14479338.2015.1061896